# Lysviks IF
Lysviks IF är en fotbollsklubb från Lysvik i Sunne kommun, Värmland. Klubben bildades den 6 juli 1930. 1982 startades ett damlag i fotboll. I slutet av 1950-talet och början av 1960-talet bedrevs även ishockey.